# Strego

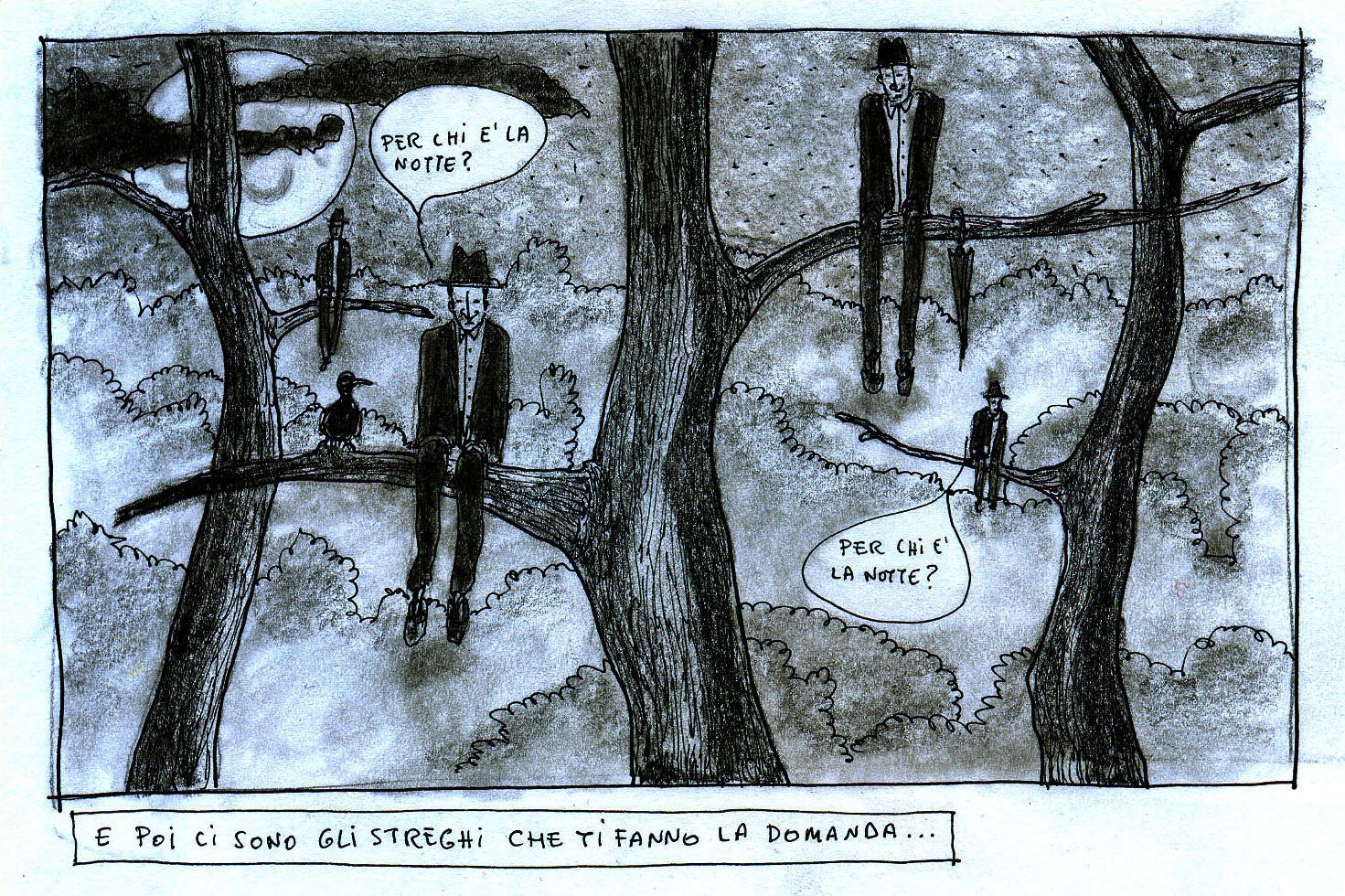
Gli streghi della Garfagnana

Lo strego è un personaggio della tradizione popolare di Garfagnana, Lucchesia e Versilia. A differenza di streghe e stregoni classici, dediti a vari esercizi di stregoneria, lo strego sembra avere un atteggiamento più ambiguo in quanto di norma si disinteressa degli altri esseri umani preferendo riunirsi in gruppi per svolgere cerimonie non bene identificate. Tuttavia, nelle storie relative agli streghi compaiono spesso anche le streghe classiche.
Si ipotizza che gli streghi siano gli ultimi relitti di una tradizione sciamanica di origine eurasiatica risalente al paleolitico. Secondo lo scrittore Oscar Guidi, la figura dello strego della Garfagnana sarebbe analoga a quella del benandante friulano.
Nei racconti, gli streghi si radunano sovente sugli alberi di noce dove a volte urlano e ballano. Generalmente invisibili, qualche volta appaiono individuabili per i lumini che talora portano. Non importunano gli umani se non per il chiasso che occasionalmente producono o per le loro improvvise apparizioni.

## Una fola sugli streghi raccolta a Piegaio
La persona da cui la fola fu raccolta a Piegaio era nata nel 1908.
"Una sera du' donne erin ite a lavà ‘ppanni. An certo punto una disse: Andiam via ch'è tardi. Allora s'incaminon per la via. Mentre passavin accant' a un prado sentittin cantà. Andon per innà e viddin tante gente che ballavin. Allòra si missin a ballà anco lòro. Ci stettin tanto e c'erin omini e donne che ballavino. Una delle du' donne però s'accorse ch'era vensuto buglio e disse: oh bisogn' andà vvia! È buglio! È notte! Oddio disse l'altra. Come faremo a ttornà a ccasa?? ‘Un si vede più nulla! Allòra un di quegl'omini che ballavin ni dètte un tizzone. Le du' donne presino ‘l tizzone e con quello arivon a ccasa. Una entrò ‘n casa sua. L'altra anche e ni restò ‘l tizzone ‘n mano. Allora lo spense, lo lasciò nel camino e andò a lletto. La matina doppo, quando questa donna arivò ‘n cucina, vidde che nel camino, al pòsto del tizzone, c'era uno stinco di morto. Allòra ni prese la paura. Prese le gambe e corse dalla su' amica e ni disse: tu sapessi ch'è successo! Al posto del tizzone c'ho trovo uno stinco di morto! L'altra donna ni rispose che dovevin andà subbito dal préte per fassi di' quel che fa'. Il préte disse: Donne vojaltre avete ballato con gli streghi! Stasera uno strego verà alla tu' porta per ripiglià ‘l tizzone. Guarda d'avé un gatto mammone e una chiave femina! Allora trovono la chiave femina. La chiave femina è la chiave degl'orologi. Po' cercon un gatto mammone. Un gatto tutto nero nato in una notte sénza luna. Trovon anco l' gatto. La donna ch'aveva ‘n casa lo stinco di morto si misse ‘n tasca la chiave femina e si portò ‘n casa ‘l gatto. Quando fu buglio sentitte bussà alla porta e apritte. Aveva ‘l gatto ‘n collo, la chiave ‘n tasca e lo stinco di morto nella mano destra. Vidde un omo che ni disse: rivò 'l mi' tizzone. La donna ni dette ‘l tizzone e l'omo, ch'era uno strego rispose: Ben per te ch'hai ‘n collo ‘l gatto mammone e ‘n tasca la chiave femina, insennò ti sarébbe successo qualcosa di male".